# Nicola Malinconico

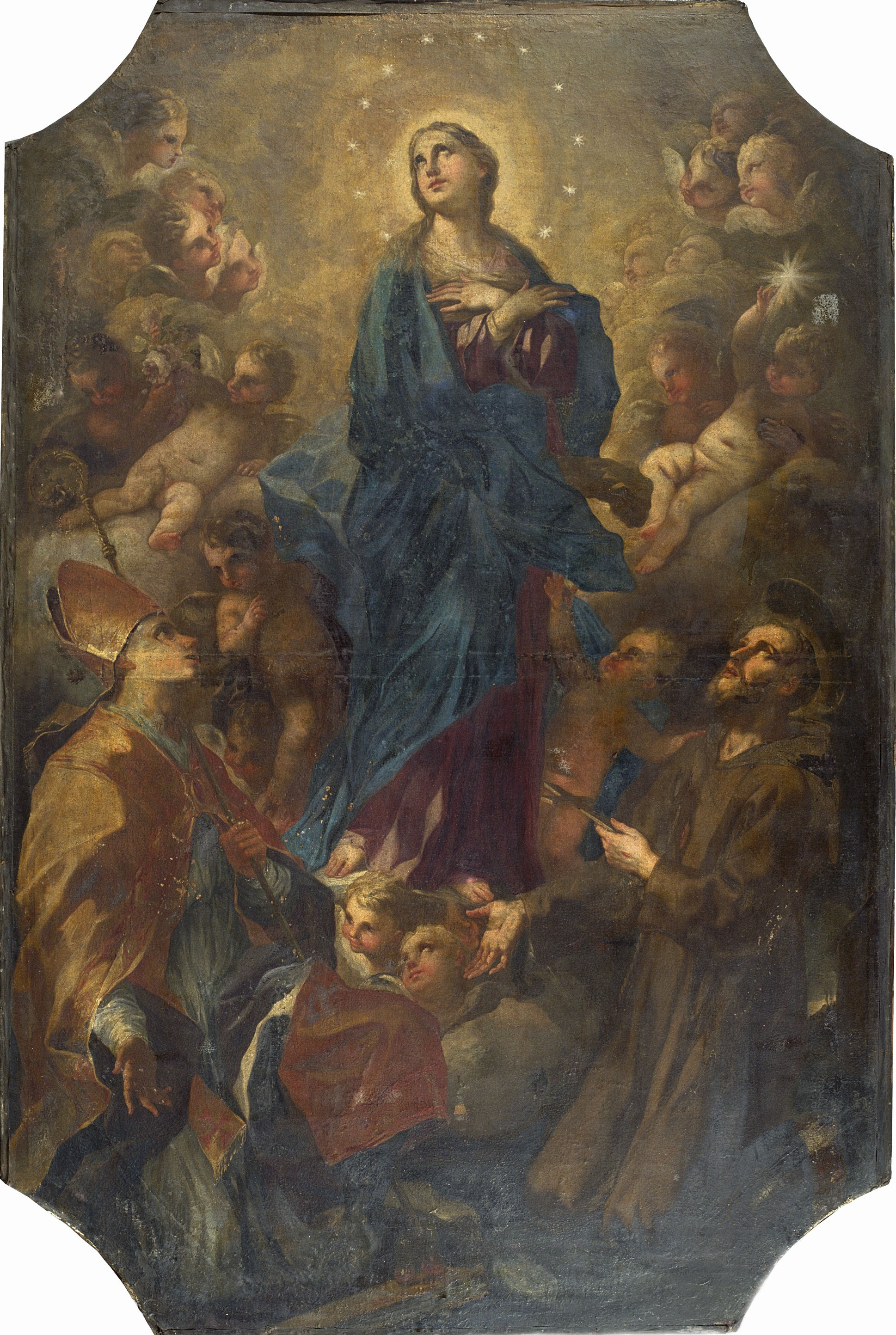
Glorificación de la Virgen, óleo sobre lienzo, 157 x 135 cm, Barcelona, MNAC.

Nicola Malinconico (Nápoles, 1663-1727) fue un pintor tardobarroco italiano.

## Biografía
Hijo del también pintor Andrea Malinconico, inició su formación en el taller paterno y en compañía de su hermano mayor, Oronzo, con quien colaboró en alguna obra. Pasó luego a estudiar con Andrea Belvedere, con quien se inició en la pintura de flores y frutos. Más adelante, con dedicación ya a la pintura de historia entró en contacto con Luca Giordano, de quien llegaría a ser estrecho seguidor. En 1693, tras marchar Giordano a España, se le encomendó completar el gran lienzo del Martirio de san Alejandro para su altar de la catedral de Bérgamo que aquel había dejado inacabado. Especializado en pintura religiosa, en enero de 1694, antes de dar por terminado el Martirio de san Alejandro, se le encargaron también en sustitución de Giordano diez lienzos para la iglesia de Santa María la Mayor de la misma Bérgamo. Hacia 1700 intervino en la decoración de la catedral de Gallipoli con grandes lienzos de asuntos evangélicos (La expulsión de los mercaderes del Templo) y de la leyenda de santa Águeda, muy movidos de composición y color giordanesco. Hacia 1701 participó en Nápoles en otro amplio ciclo decorativo para la iglesia de Santa María Donnalbina, para la que pintó al fresco en el muro de los pies la Entrada de Jesús en Jerusalén y en el techo, sobre lienzo, la Asunción (firmada) y San Angelo expulsando a los sarracenos de Nápoles.
Casado en 1700 con Rosa Teresa De Magistris, uno de sus hijos, Carlo, fue también pintor y colaboró con él en una segunda serie de pinturas para la catedral de Gallipoli.
Hombre vanidoso y dado a la ostentación, según Bernardo de' Dominici, obtuvo en 1703 el título de caballero y en 1706 el de conde, «co' quali titoli a gran caratteri sottoscriveva il suo nome nelle opere ch'ei dipingeva» (título con el que firmaba con grandes caracteres las obras que pintaba).